# Schönfeld (cráter)
Schönfeld es un cráter de impacto que se encuentra justo más allá del terminador noroeste de la Luna, en la cara oculta respecto a la Tierra. Esta parte de la superficie puede a veces quedar a la vista durante períodos de libración e iluminación favorables, aunque no se puede discernir mucho detalle. Este cráter está situado al norte de Avicenna y de la enorme llanura amurallada del cráter Lorentz. Al noroeste se halla el cráter Rynin y al noreste aparece McLaughlin.
|  |

Se trata de un pequeño impacto en forma de cuenco, con un borde generalmente circular y afilado, aunque presenta un ligero alargamiento en su extremo norte. Las paredes interiores son simples pendientes que descienden hasta el suelo interior, sin rasgos destacables. Schönfeld se superpone parcialmente en su lado occidental a lo que parece un cráter más antiguo, de dimensiones comparables.